# Schäfflestraße
Schäfflestraße is een bovengrondse station van U-Bahn in Frankfurt am Main langs de U-Bahn-lijnen U4 en U7 gelegen in het stadsdeel Riederwald.